# Школа выживания
«Школа выживания» (англ. Drillbit Taylor) — американская кинокомедия 2008 года с участием Оуэна Уилсона.

## Сюжет
Неудачники Уэйд («хиляк») и Райан («толстун») перешли в высшую школу и чувствуют теперь себя крутыми парнями, которых должны ждать перемены только в лучшую сторону, но уже в первый же день, помогая такому же лузеру Эммиту («хоббит»), нарываются на неприятности с местными школьниками-хулиганами и с тех пор вместе с Эммитом получают от них наказания разного рода — от унижения до побоев. От дирекции школы защиты ждать нечего.
Натерпевшись вдоволь, троица решает нанять себе телохранителя, но хорошие стоят больших денег, которых у парней нет. Приходится нанять недорогого бывшего рейнджера подпольного подразделения армии США, награждённого орденом снайпера, эксперта по импровизированному оружию и охранника трёх вице-президентов, а также Бобби Брауна и Сильвестра Сталлоне с именем Боб «Дриллбит» (рус. сверло) Тейлор. Дриллбит же на самом деле оказывается бездомным дезертиром, жуликом и вдобавок пацифистом, которому просто нужно быстро заполучить 487 долларов, чтобы уехать на север Канады, так как там правительство платит субсидию, пиво лучше и никто не запирает двери на ключ. Школьники его мало интересуют, поэтому и методы его оказываются нетрадиционными. На основе его советов парням ещё больше достаётся. Узнав к тому же ещё и настоящую сущность своего телохранителя, они в итоге увольняют его. Осознав свои ошибки, Дриллбит не хочет ещё раз дезертировать и помогает на сей раз троице по-настоящему избавиться навсегда от домогательств хулиганов.

## В ролях
| Актёр           | Роль                                               |
| --------------- | -------------------------------------------------- |
| Оуэн Уилсон     | Боб «Дриллбит» Тейлор                              |
| Нейт Хартли     | Уэйд Дреннан                                       |
| Трой Джентил    | Райан «Ти-Дог» Андерсон                            |
| Дэвид Дорфман   | Эммит Оостерхаус                                   |
| Алекс Фрост     | Терри Филкинс главный задира                       |
| Джош Пек        | Ронни Лампанелли второй задира                     |
| Лесли Манн      | Лиза Зачи учительница, в которую влюбился Дриллбит |
| Дэнни Макбрайд  | Дон Армстронг приятель Дриллбита                   |
| Стивен Рут      | Нэвилл Допплер директор школы                      |
| Иэн Робертс     | Джим отчим Уэйда                                   |
| Адам Болдуин    | один из кандидатов в телохранители                 |
| Лиза Энн Уолтер | Долорес мать Райна                                 |
| Бет Литтлфорд   | Барбара Дреннан мать Уэйда                         |
| Валери Тиан     | Брук первая любовь Уэйда                           |
| Джанет Варни    | водитель                                           |
| Мэтт Уолш       | водитель-«не чайник»                               |
| Лиза Лампанелли | мать Ронни Лампанелли                              |
| Кевин Харт      | Продавец в Ломбарде                                |

## Съёмочная группа
- Продюсеры: Джадд Апатоу, Сьюзан Арнольд, Донна Рот
- Режиссёр: Стивен Брилл
- Сценарий: Кристофор Браун, Сет Роген, Джон Хьюз
- Оператор: Фред Мерфи
- Композитор: Кристоф Бек

## Награды
- 2008 — трейлер к фильму претендовал на премию «Золотой трейлер».
- 2009 — актёр Нейт Хартли получил награду Young Artist Award как молодой актёр в главной роли.